# Phillips (Maine)
Pour les articles homonymes, voir Phillips.
Phillips est une localité américaine située dans le comté de Franklin, dans le Maine.